# پدر گواردیولا
پدر گواردیولا مجموعهٔ نمایش خانگی ایرانی به نویسندگی و کارگردانی سعید نعمت‌الله است. این سریال اولین ساخته نعمت‌الله در شبکه نمایش خانگی است. پخش این مجموعه در ۱۲ مرداد ۱۴۰۲ از شبکهٔ اینترنتی تماشاخونه آغاز شد.

## داستان
پدر گواردیولا داستان یک خانواده را روایت می‌کند که وقوع یک حادثه موجب دگرگونی روابطشان در زندگی شده و سرنوشت مسیری از جنس متفاوت برایشان رقم می‌خورد.

## بازیگران
| بازیگر            | نقش         | توضیحات                                                  |
| ----------------- | ----------- | -------------------------------------------------------- |
| مهران مدیری       | بیوک        | مواد فروش، عاشق زری                                      |
| حمید فرخ‌نژاد      | اسماعیل نفر | بازیکن سابق فوتبال معروف به گواردیولا، شوهر زری و ریحانه |
| ستاره اسکندری     | زری         | زن دوم اسماعیل، معشوقه بیوک                              |
| هنگامه قاضیانی    | عشرت نوری   | مادر آسایش، هووی خانوم جان                               |
| امیرمهدی ژوله     | حمیدرضا     | برادر ناتنی آسایش                                        |
| علیرضا خمسه       | سبزعلی      | سرایدار کارگاه ساختمانی                                  |
| مرجانه گلچین      | خانوم جان   | هووی عشرت، مادر حمیدرضا                                  |
| پریوش نظریه       | ملوک        | زن پوری                                                  |
| سیامک صفری        | پوری        | شوهر ملوک                                                |
| مهدی سلطانی       | سیروس       | برادر بیوک                                               |
| سارا خوئینی‌ها     | ریحانه      | زن اول اسماعیل، خواهر داوود                              |
| نسیم ادبی         | مریم        | زن داوود، خواهر اسماعیل                                  |
| نرگس محمدی        |             | زن حمید رضا                                              |
| علی اوجی          | داوود       | شوهر مریم، برادر ریحانه                                  |
| مریم بوبانی       |             | مادر زری                                                 |
| محمدرضا علیمردانی | مکروک       | صاحب سینما                                               |
| امیریل ارجمند     | غلامرضا     | برادر زری                                                |
| فریبا نادری       | بنفشه       | عاشق اسماعیل                                             |
| آرش عدل‌پرور       | مازیار      | نامزد آسایش                                              |
| النا حیدری        | آسایش       | دختر عشرت، خواهر ناتنی حمیدرضا، نامزد مازیار             |
| مسعود شریف        | نریمان      | شوهر دوم خانوم جان                                       |
| داریوش سلیمی      |             |                                                          |
| آرشام شاد         | مکرم        | برادر مکروک                                              |
| سهیل قاصدی        | رامین       | پسر خدمتکار خانوم جان، دوست حمیدرضا                      |
| محمدرضا هاشمی     | سلطان       |                                                          |
| وحید فعال         | ماهی        |                                                          |
| مصطفی حبیبی‌منش    | احمدرضا     |                                                          |
| ابتسام بغلانی     | مطهره       | خواهر مکروک                                              |
| علیرضا اسلام‌پناه  | سورنا       |                                                          |

## تولید
به گفتهٔ تهیه‌کننده جواد نوروزبیگی، ساخت پدر گواردیولا در آذر ۱۴۰۰ شروع شد؛ به گزارش شهروند، بودجۀ پیش‌بینی‌شدۀ ساخت این مجموعه بیش از ۵۰ میلیارد تومان بوده‌است. تصویربرداری این مجموعه از زمستان ۱۴۰۰ در جنوب تهران آغاز شد و در تیر ۱۴۰۱ به پایان رسید. به گزارش ایسنا، اظهارات بازیگر نقش اصلی، حمید فرخ‌نژاد، باعث مشکلات در کسب مجوز پخش شد.  در اردیبهشت ۱۴۰۲ اعلام شد که شماری از بازیگران نقش اصلی ممنوع‌تصویر هستند و تهیه‌کنندهٔ دیگری جایگزین نوروزبیگی شده‌است.

## پخش
پخش پدر گواردیولا از ۱۲ مرداد ۱۴۰۲ در سرویس نمایش خانگی تماشاخونه آغاز شد.
مدتی پس از پخش پدر گواردیولا، بیلبوردهای تبلیغاتی این مجموعه در تهران جمع‌آوری شد. آن‌طور که به نظر می‌رسد، گفتگوی فرخ‌نژاد با رادیو فردا دلیل جمع‌آوری بیلبوردهای تبلیغاتی بوده‌است.

## برای مطالعهٔ بیشتر
- «پخش مجموعه «پدر گواردیولا» در ایران؛ گفت‌وگو با حمید فرخ‌نژاد». رادیو فردا. ۶ اوت ۲۰۲۳.
- «سالار عقیلی، رضا یزدانی، آرش و مسیح برای یک سریال خواندند». خبرآنلاین. ۱۸ مرداد ۱۴۰۲.